# Sapintus vrydaghi
Sapintus vrydaghi là một loài bọ cánh cứng trong họ Anthicidae. Loài này được Pic miêu tả khoa học năm 1955.